# Кротюк Василь Купріянович
Василь Купріянович Кротюк (* 14 січня 1910, Добра — † 2 березня 1982, Київ) — радянський офіцер, Герой Радянського Союзу, у  роки радянсько-німецької війни командир 705-го стрілецького полку 121-ї стрілецької дивізії 60-ї армії Центрального фронту, полковник.

## Біографія
Народився 14 січня 1910 року в селі Добра Маньківського району Черкаської області в селянській сім'ї. Українець. Член КПРС з 1938 року. У 1924 році закінчив семирічну школу, працював завідувачем сільським клубом.
У 1932 році призваний в ряди Червоної Армії. У 1936 році закінчив курси молодших лейтенантів. Служив на Далекому Сході. Брав участь в боях з японською армією біля озера Хасан в 1938 році. У боях радянсько-німецької війни з серпня 1941 року.
У 1942 році, отримавши призначення на посаду командира курсантського батальйону, Василь Кротюк прибув на фронт і вів оборонні бої проти нацистів під Воронежем. Це була особливо важлива ділянка фронту, де ворог мав намір прорватися на Кавказ і до Сталінграду. Батальйон гвардії майора Кротюка відбив неодноразові атаки військ ворога і утримав займаний рубіж.
Після звитяжного закінчення боїв на Волзі Кротюк призначається командиром 705-го стрілецького полку 121-ї стрілецької дивізії. Полк знаходився на найдальшому виступі Курської дуги, де воїни його полку, після двотижневого бою, перейшли в наступ і переслідували ворога, поки в кінці вересня 1943 року не вийшли до Дніпра на північ від Києва. 23 вересня полк Кротюка форсував річку і стрімким ударом вибив противника з села Козаровичі Вишгородського району Київської області. Протягом 20 днів воїни полку утримували захоплений ними плацдарм до підходу основних сил дивізії, відбиваючи багатократні контратаки противника.
Указом Президії Верховної Ради СРСР від 17 жовтня 1943 року за мужність і героїзм, проявлені при форсуванні Дніпра, захоплення і розширення плацдарму на його правому березі полковникові Василю Купріяновічу Кротюку присвоєне звання Героя Радянського Союзу з врученням ордена Леніна і медалі «Золота Зірка» (№ 1100).
705-й полк, очолюваний В. К. Кротюком, пройшов з боями але землям Правобережної України. В бою біля столиці Чехословаччини Праги, заступник командира дивізії Кротюк отримав важке поранення і тривалий час знаходився на лікуванні.

Надгробок Кротюка В. К.

Демобілізуючись в 1946 році, як інвалід другої групи, полковник Кротюк поселився в Києві. Помер 2 березня 1982 року. Похований в Києві на Лук'янівському військовому кладовищі.

## Нагороди
Нагороджений орденом Леніна, двома орденами Червоного Прапора, орденом Суворова 3-го ступеня, орденами Вітчизняної війни 1-го і 2-го ступеня, орденом Червоної Зірки, медалями.